# مقاطعة بروجرد
مقاطعة بروجرد (بالفارسية: شهرستان بروجرد) هي مقاطعة تقع في إيران في لرستان. يقدر عدد سكانها بـ 320,547 نسمة .